# Kongressmessehalle

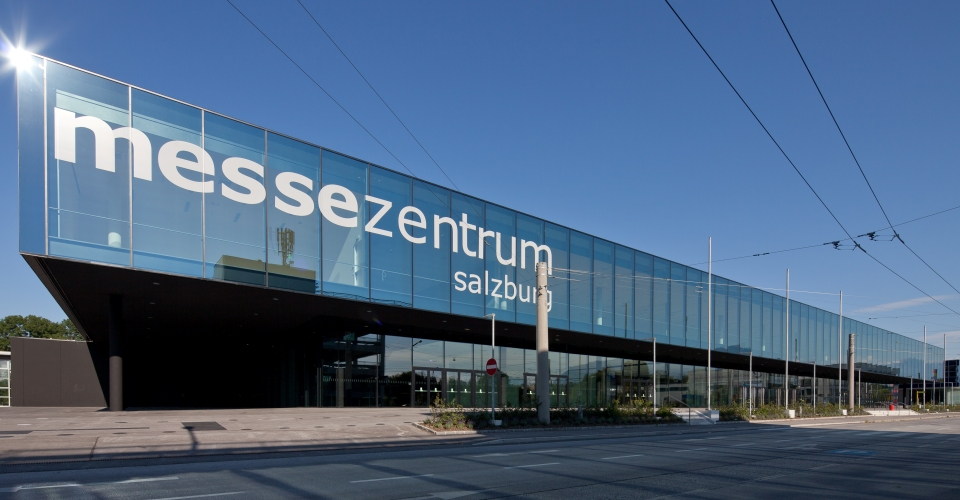
Kongressmessehalle bei Tag

Die Kongressmessehalle ist eine multifunktionale Halle am Messezentrum Salzburg. Sie beherbergt eine 15.165 m² große, neunfach unterteilbare Halle (Halle 10), die bei Großkongressen Platz für bis zu 5.000 Personen bietet. Daneben gibt es 17 Tagungsräume von 40 bis 1.375 m², die großteils über flexible Trennwände verfügen und entsprechend erweitert werden können. Der Kongress- und Tagungsbereich kann auf bis zu 1.972 m² erweitert werden. Die Kongressmessehalle ist direkt mit der angrenzenden Salzburgarena und Halle 1, und dadurch auch mit den übrigen neun ringförmig angelegten Hallen des Messezentrums Salzburg verbunden.

## Daten der Kongressmessehalle
Daten:

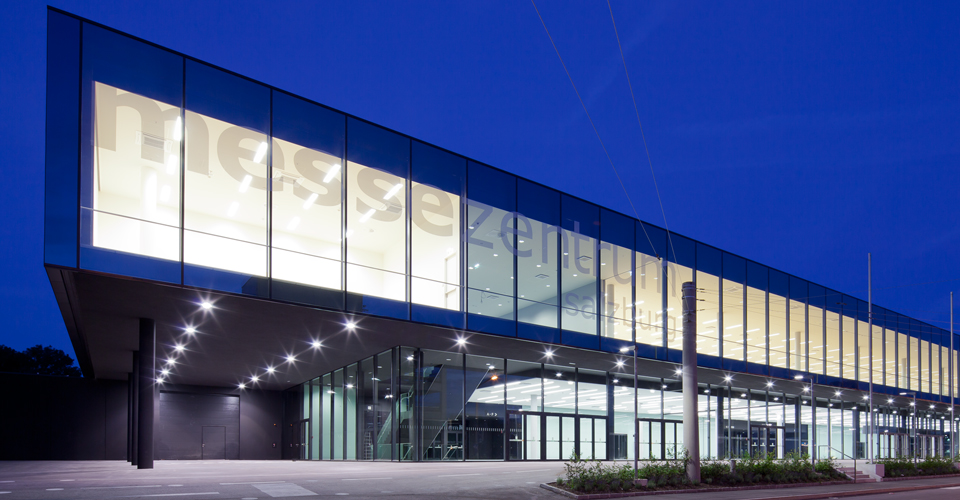
Kongressmessehalle bei Nacht

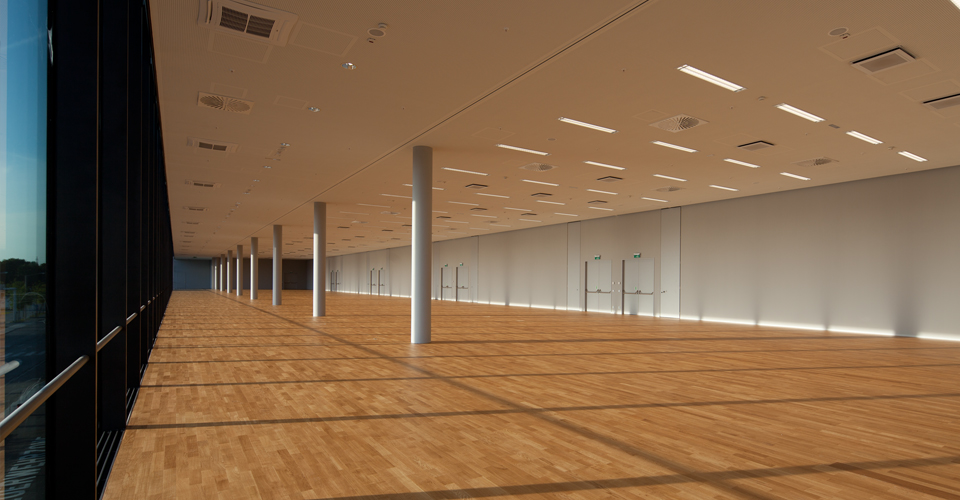
Tagungsbereich

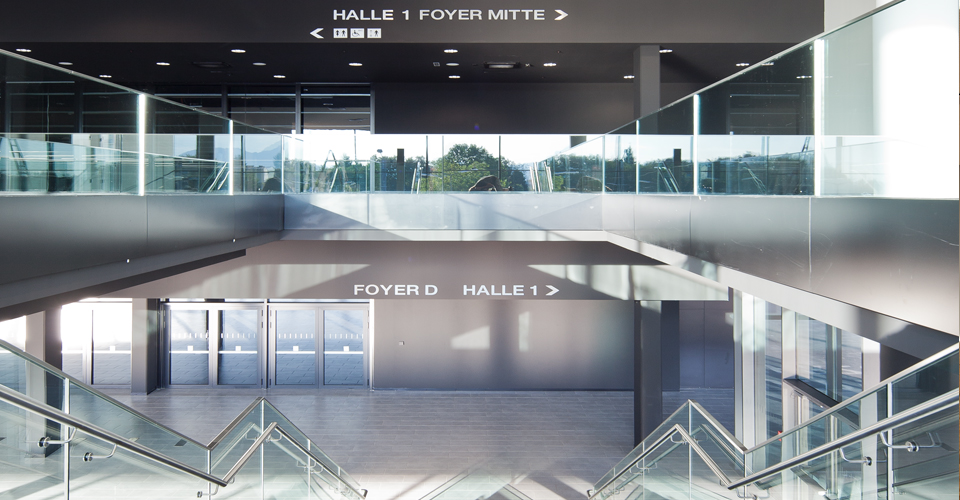
Treppen und Foyer Kongressmessehalle

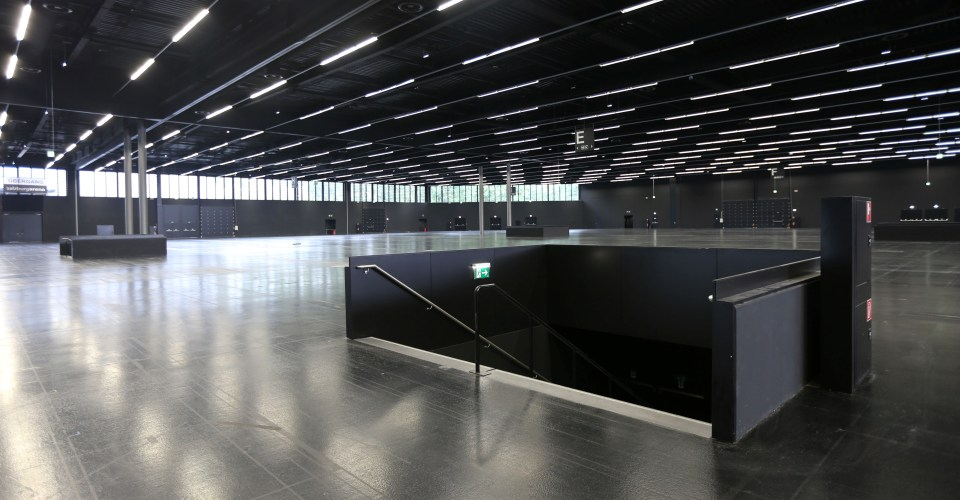
Halle 10 Übersicht

Die gesamte bebaute Grundfläche der Halle beträgt 19.050 m².
- Größe der neunfach unterteilbaren Halle 10: 15.165 m²
- Größe der Tagungsräume: 2.590 m²
- Größe des Foyers: 2.025 m², dreifach teilbar mit separaten Eingängen
- Größe des Untergeschoßes: 1.000 m²

- Lichte Höhe der Halle: 9 bis 10 Meter (Segment D).
- Das Dach der Multifunktionshalle besteht aus einer Stahlbaukonstruktion und wiegt insgesamt 1200 Tonnen.
- Die Gesamtlänge aller Pfähle, die eine Standfestigkeit der Halle 10 im Grund garantieren, beträgt rund 5000 Laufmeter.
- Bis zu 600 Arbeiter waren zeitgleich am Bau beschäftigt.
- Rund 4500 m² Fliesen, 2000 m² geölte Parkettböden, 3500 m² Glasfläche und 350 Kilometer Kabel wurden verlegt.
- 325 Laufmeter an mobilen Trennwänden und Brandschutzschiebetoren verschwinden in speziellen „Wand-Garagen“ sowie in den Decken.

## Bauphase
Der Baubeginn des Neubaus fand am 1. April 2011 statt. Die erstmalige Inbetriebnahme erfolgte am 28. Oktober 2011 im Zuge der Messe „Alles für den Gast Salzburg“ vom 5. bis 9. November. Mit der Kongressmessehalle stehen den Ausstellern am Messezentrum Salzburg nun insgesamt 39.257 m² Hallenfläche und 21.777 m² Freigelände zur Verfügung.
Das Bauvorhaben wurde in einer Rekordzeit von rund sieben Monaten durch die Alpine Holding in Kooperation mit dem Architekturbüro kadawittfeldarchitektur (Aachen/Graz), dem Zivilingenieurbüro Herbrich und der IPC Projekt Consulting (beide Salzburg) umgesetzt. Rund 75 österreichische Unternehmen waren an der Realisierung der Kongressmessehalle beteiligt; davon kamen rund 60 Prozent aus dem Bundesland Salzburg und 25 Prozent aus dem benachbarten Oberösterreich. Aufträge im Wert von insgesamt 90 Prozent der Bausumme wurden an Salzburger Unternehmen vergeben. Die Alpine Holding erhielt für das Projekt Kongressmessehalle den „Bautechpreis 2012“ und wurde für den spektakulärsten Baumaschineneinsatz Österreichs ausgezeichnet. Durch das Einrücken der Fassade auf der Eingangsseite im Erdgeschoß entsteht entlang des Messeboulevards ein überdachter Außenraum, der Messe- und Kongressbesuchern ein komfortables Entrée mit Wetterschutz bietet. Die rund 400 m² große boulevardseitige Glasfläche kann je nach erwünschter Stimmung in unterschiedlichen Farben beleuchtet werden. Im ersten Stock eröffnet eine Fensterfront entlang des Tagungsbereichs den Blick auf ein Gebirgspanorama. Zwei geräumige Sitzbereiche gewähren vom Tagungsbereich einen Einblick in Halle 10.